# Amerikansk hundfisk
Amerikansk hundfisk (Umbra lima)  är en sötvattensfisk i familjen hundfiskar som ursprungligen kommer från nordöstra Nordamerika, men som har införts till framför allt västligare områden i USA.

## Utseende
Den amerikanska hundfisken är en liten, avlång fisk med trubbig, rundad nos och en mörkt olivgrön till svartbrun kropp med 14 mörkbruna tvärränder. På stjärtfenans spole finns ett kraftigt, mörkt tvärstreck. Könen är förhållandevis lika, men under parningstiden blir hanens analfena blågrön. Arten kan bli upp till 14 cm lång, men blir vanligtvis mindre.

## Vanor
Arten är en övervägande bottenlevande fisk som föredrar förhållandevis grunda (under 5 m), stillastående eller mycket trögflytande vatten med tät vegetation och bottnar med tjocka dylager. De kan tolerera syrebrist, i synnerhet under vintern, genom att andas atmosfärisk luft. Arten samlas gärna i mindre stim, som kan undfly faror genom att gömma sig i bottenlagret. Livslängden uppskattas till mellan 7 och 9 år.

### Diet
Födan består av insekter som bland annat dagslände- och fjädermygglarver, mygglarver och puppor, maskar, kräftdjur som kräftor, märlkräftor och gråsuggor samt småfisk. Ynglen tar djurplankton som unga larver av blötdjur och kräftdjur.

### Fortplantning
Den amerikanska hundfisken leker på våren vid en temperatur av 10-15° C i grunda, lugna vatten där honorna lägger i snitt 425 – 450 gula till orange, 1,6 mm stora ägg som klibbar fast vid bottnen. Äggen kläcks efter 7 – 10 dagar och bevakas av honan. 

## Utbredning
Artens ursprungsområde finns i nordöstra Nordamerika från Québec till Manitoba i Kanada och söderöver via Michigan till centrala Ohio, västra Tennessee och nordöstra Arkansas. Inplanteringar har skett i Connecticut, Massachusetts, Ohio, Texas, Oklahoma och Montana. Uppgifter finns även om isolerade populationer i Missourifloden i South Dakota och Iowa.

## Ekonomisk betydelse
På grund av sin härdighet används den ibland som betesfisk. Den är även en populär akvariefisk som lätt blir tam och tar mat ur sin ägares hand.